# Milinda Panha

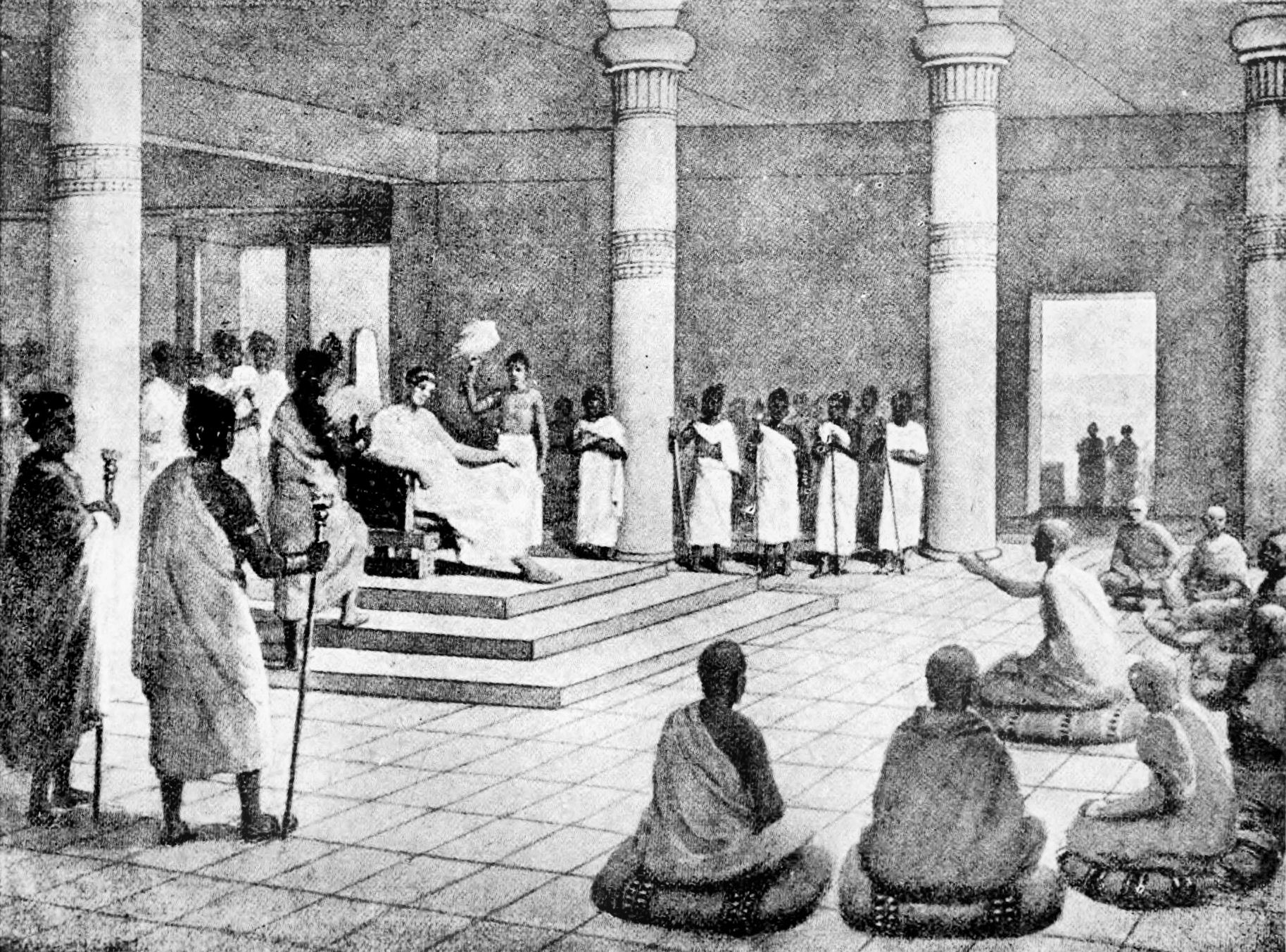

O Milinda Panha (páli. Tradução literal: Perguntas de Milinda) é um texto budista que data de aproximadamente 100 a. C. Ele registra um diálogo no qual o rei indo-grego Menandro I ("Milinda" em páli) de Eutidêmia coloca questões sobre o budismo ao sábio Nāgasena. Esse texto pode ter sido inicialmente escrito em sânscrito, mas, além da edição em páli de Seri Lanca e os seus derivados, nenhuma outra cópia é conhecida.
O texto menciona o pai de Nāgasena Soñuttara, os seus professores Rohaa, Assagutta de Vattaniya e Dhammarakkhita de Asoka Ārāma perto de Pataliputra, e outro professor chamado Āyupāla de Sankheyya perto de Sāgala.
A obra foi traduzida para o inglês duas vezes, uma em 1890 por Thomas William Rhys Davids (reimpressa pela Dover Publications em 1963) e outra em 1969 por Isaline Blew Horner (reimpressa em 1990 pela Pali Text Society). Uma nova versão resumida da tradução de Rhys Davids foi publicada por Bhikku Pesala em 1990. Ambas as versões original e resumida de Rhys Davids estão disponíveis eletronicamente.